# Торнтон, Уильям Эдгар
Уи́льям Э́дгар То́рнтон (англ. William Edgar Thornton; 14 апреля 1929 — 11 января 2021) — астронавт НАСА. Совершил два космических полёта: в качестве специалиста полёта на шаттле «Челленджер» — STS-8 (1983) и в качестве специалиста полёта на шаттле «Челленджер» — STS-51B (1985).

## Рождение и образование

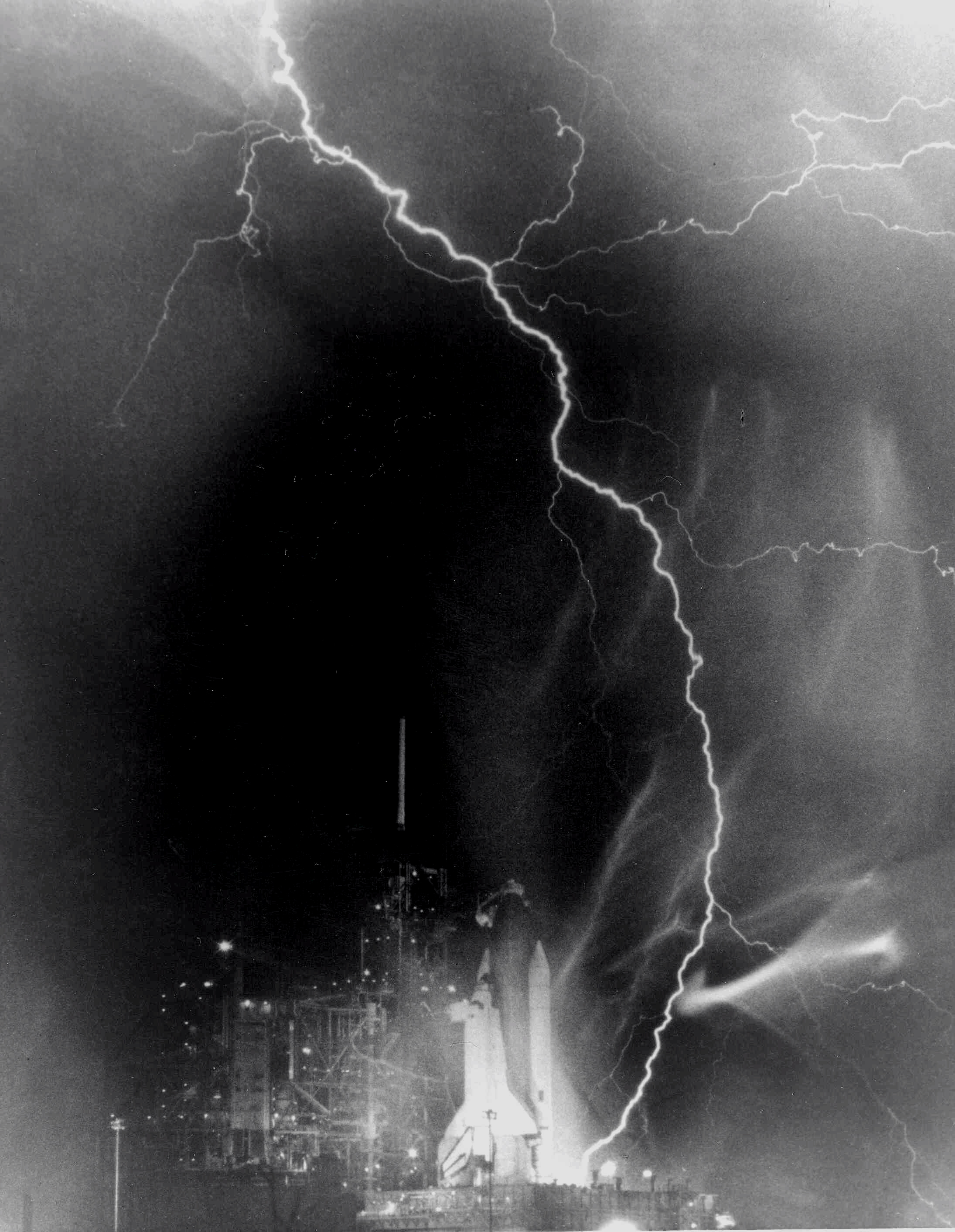
STS-8 — удар молнии за несколько часов до старта.

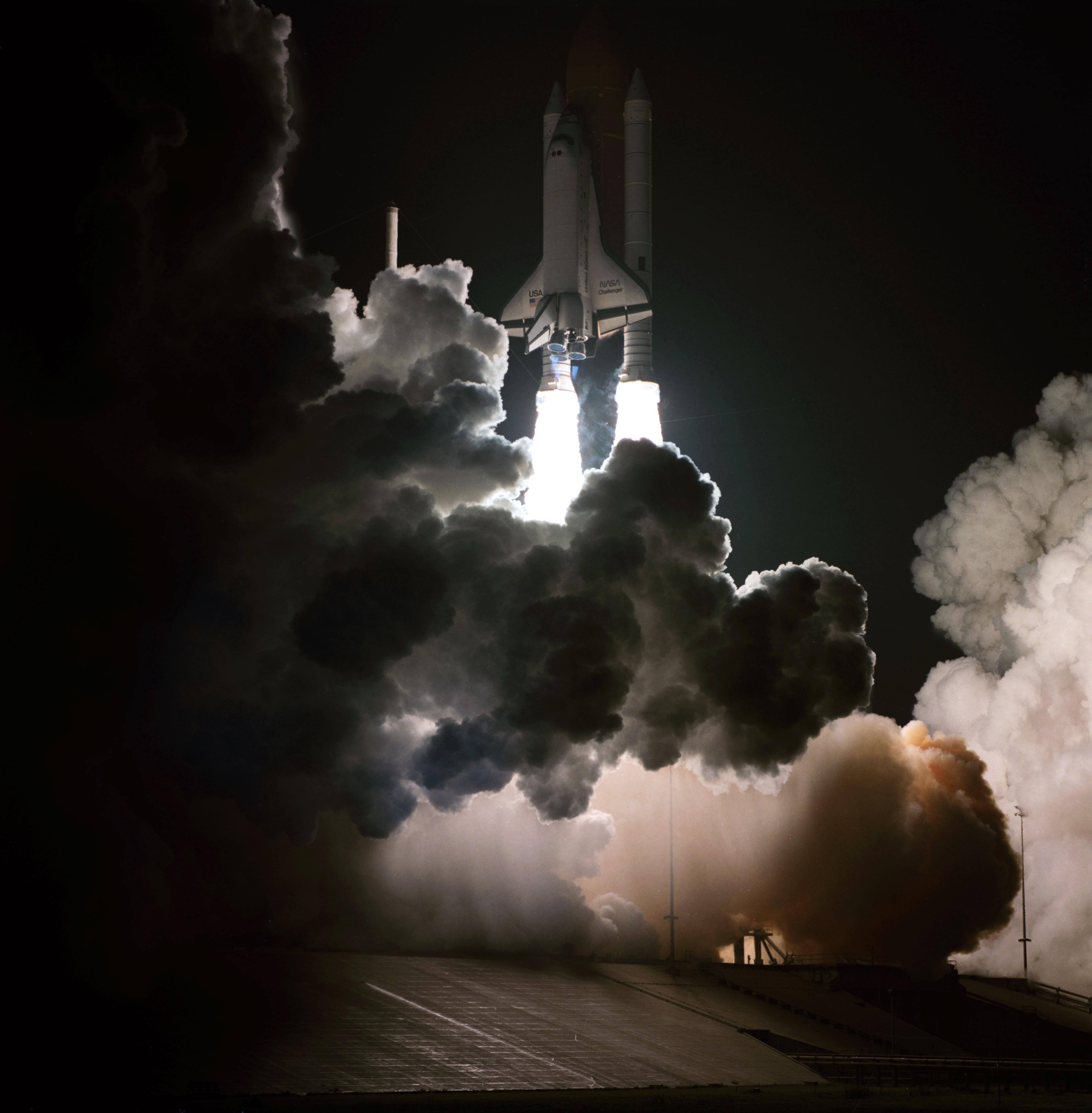
STS-8 — старт.

Родился 14 апреля 1929 года в городе Фейзон, штат Северная Каролина. Начальную и среднюю школу окончил в Фейзоне. В 1952 году окончил Университет Северной Каролины и получил степень бакалавра наук по физике. В 1963 году в том же Университете защитил диссертацию и получил степень доктор медицины.

## Военная карьера
Во время обучения в институте прошел обучение по программе подготовки офицеров запаса ВВС. С 1952 по 1956 год служил дежурным офицером в инструментальной лаборатории на авиационном летно-испытательном полигоне. Служил так же консультантом при Командовании полигона. В 1956 году ушёл в резерв для продолжения обучения и освоения новой специальности. В 1956—1959 годах работал главным инженером в отделе электроники лаборатории Del Mar Engineering Labs в Лос-Анджелесе. Затем организовал и руководил отделом авиационной радиоэлектроники. Получив в 1963 году степень доктора медицины, в течение года работал врачом-интерном в госпитале ВВС США на базе ВВС США Лэкланд, в Сан-Антонио, штат Техас. В 1964 году вернулся на активную службу в ВВС США. Получил назначение в Управление авиационно-космической медицины ВВС на базе ВВС Брукс. В том же 1964 году прошёл начальную подготовку в качестве бортврача. Имеет налёт на реактивных самолётах около 2500 часов. Имеет более 50 патентов на различные изобретения.

## Космическая подготовка
4 августа 1967 года был одним из одиннадцати учёных, зачисленных в отряд астронавтов НАСА во время 6-го набора. Прошёл курс общекосмической подготовки (ОКП). Прошёл лётную подготовку на базе ВВС Рис в Техасе. Участвовал в качестве врача — члена экипажа в проведении эксперимента по наземному моделированию 56-дневной работы экипажа астронавтов в макете станции Скайлэб, помещённой в вакуумную камеру. Входил в экипажи поддержки всех трёх экспедиций на станцию Скайлэб. Был основным разработчиком экспериментов по измерению массы тела, антропометрическим измерениям, изучению динамики кровообращения и особенностей перемещения крови в организме под влиянием невесомости. После начала работ по программе Спейс шаттл прошёл подготовку к полётам в качестве специалиста полёта. Принимал участие в качестве специалиста полёта в проведении эксперимента по моделированию работы в орбитальной лаборатории Спейслэб (эксперимент SMD III). Получил назначение в экипаж STS-8.

## Космические полёты
- Первый полёт — STS-8[3], шаттл «Челленджер». C 30 августа по 5 сентября 1983 года в качестве специалиста полёта шаттла. Продолжительность полёта составила 6 суток 1 час 10 минут[4].
- Второй полёт — STS-51B[5], шаттл «Дискавери». C 29 апреля по 5 мая 1985 года в качестве специалиста полёта шаттла. Продолжительность полёта составила 7 суток 00 часов 10 минут[6].

Общая продолжительность полётов в космос — 13 сут 1 ч 17 мин 29 с. Ушел из отряда астронавтов и из НАСА 31 мая 1994 года.
Совершив свои полёты в возрасте 54 и 56 лет, Уильям Торнтон в течение 2 лет являлся старейшим в мире действующим космонавтом, пока в 1985 году его не превзошёл Карл Хенайз.

## После полётов
После ухода в 1994 году из НАСА работал доцентом на кафедре медицины медицинского отделения Университета Техаса в Галвестоне и адъюнкт-профессором Университета Хьюстона в Клэр-Лэйк. Автор большого количества публикаций по вопросам авиационной и космической медицины. Скончался 11 января 2021 года.

## Награды
Имеет награды: Орден «Легион почёта» (1956), Медаль «За исключительные заслуги» (1972), дважды — Медаль «За космический полёт» (1983 и 1985) и многие другие.

## Семья
Жена — Элизабет Дженнивер Фоулер, у него двое сыновей.